# Familia homoparental

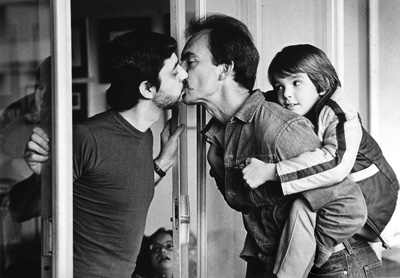
Padres gays equilibran su activismo político con las necesidades de sus hijos (imagen del fotoperiodista J. Ross Baughman).

Una familia homoparental es aquella donde una pareja de dos hombres o de dos mujeres se convierten en progenitores, de uno o más niños. 
Las parejas homoparentales pueden ser padres o madres a través de la adopción, o de la inseminación artificial, en el caso de las mujeres. El caso de vientre de alquiler es el más controvertido para la bioética, pues el apego intrauterino y la lactancia juegan papeles muy importantes en el desarrollo del niño. Aun así con este método se podría ser padres muy eficazmente, por otro lado también es controvertido dentro del mismo feminismo. También se consideran familias homoparentales aquellas en las que uno de los dos miembros tiene hijos de forma natural de una relación anterior.
En el censo de los Estados Unidos de 2000, el 33% de las familias compuestas por parejas de mujeres y el 22% de las compuestas por parejas de hombres informaron tener por lo menos un hijo menor de 18 años viviendo en su casa. Algunos hijos no saben que tienen un progenitor bisexual u homosexual, ya que este puede no salir del armario nunca ante sus hijos; existe cierta variabilidad con este tema. Las familias homoparentales en general, y la adopción homoparental en particular, son temas de continua controversia política en muchos países occidentales, y frecuentemente son parte de las guerras culturales entre conservadores y social liberales. En enero de 2008, el Tribunal Europeo de Derechos Humanos dictaminó que las parejas del mismo sexo tienen el derecho a adoptar un niño.
La investigación científica ha mostrado de manera consistente que dos madres son tan capaces y adecuados como los padres y madres heterosexuales. La investigación ha documentado que no existe relación entre la orientación sexual de los progenitores y cualquier tipo de medida sobre la adaptación emocional, psicosocial y conductual del menor. La American Psychological Association también señala que "los resultados de algunos estudios sugieren que las habilidades como progenitores de madres lesbianas y padres gais pueden ser superiores a los de progenitores heterosexuales equivalentes." La literatura existente indica que el bienestar físico, económico, psicológico y emocional de los progenitores se incrementa con el matrimonio, y que los hijos se benefician al ser criados por dos progenitores que se encuentran dentro de una unión legal y socialmente reconocida.

## Formas
Muchas personas LGBT se convierten en progenitores a través de distintas formas incluyendo relaciones pasadas o actuales, adopción, donantes de esperma y madres de alquiler. Las personas LGBT también pueden proporcionar casas de acogida y cuidar así de menores necesitados en algunos países como Reino Unido o Irlanda. Una lesbiana o un gay también pueden tener hijos en el contexto de un matrimonio heterosexual, ya sea por miedo a la discriminación, para hacer frente a una orientación sexual ego-distónica, por afecto o amor,  deseo de una familia, o por razones espirituales. Algunos hijos no saben que tienen progenitores LGBT.

## Métodos
Las parejas homosexuales femeninas tienen cuatro opciones:
1. Adopción
2. Inseminación artificial: una de las dos mujeres se insemina con esperma de un donante anónimo y queda embarazada.
3. Fecundación in vitro: a una de las dos mujeres se le extraen algunos de sus óvulos y junto al esperma de un donador anónimo ocurre la fecundación artificialmente en un laboratorio para después volver a transferir el cigoto al útero de la misma mujer.
4. Método ROPA (Recepción de Ogocitos de la pareja): consiste en una fecundación in vitro donde el cigoto se transfiere al útero de la otra mujer, brindando así la posibilidad de participación de ambas.

Las parejas homosexuales masculinas tienen menos opciones:
1. Adopción
2. Gestación subrogada

## Efectos en la infancia

### Consenso general
La Asociación Estadounidense de Psicología, la Asociación Estadounidense de Psiquiatría y la Asociación Nacional de Trabajadores Sociales afirmaron en un escrito de Amicus curiae presentado a la Corte Suprema de California en 2006:

Aunque a veces se afirma en los debates políticos que las parejas heterosexuales son intrínsecamente mejores padres que las parejas del mismo sexo, o que los hijos de lesbianas o padres gais están en peores condiciones que los niños criados por padres heterosexuales, estas afirmaciones no encuentran apoyo en la literatura de investigación científica. Cuando se comparan efectos de diferentes tipos de paternidad es de vital importancia realizar las comparaciones adecuadas. Por ejemplo, las diferencias resultantes del número de padres en un hogar no puede ser atribuida al género de los padres o a su orientación sexual. Investigación en hogares con padres heterosexuales, generalmente indican que - en igualdad de condiciones - a los niños les va mejor con dos figuras de crianza que sólo con solo una. Los estudios de investigación que suelen ser citados al respecto no se refieren a la orientación sexual de los padres, sin embargo, y por lo tanto, no permiten extraer conclusiones sobre las consecuencias de tener padres heterosexuales frente a homosexuales o padres que sean del mismo sexo frente a padres que sean de distinto sexo. De hecho, la investigación científica que ha comparado directamente los resultados de niños con padres gais y lesbianas con resultados de niños con padres heterosexuales ha sido muy consistente en demostrar que los padres lesbianas y gais son tan aptos y capaces como los padres heterosexuales, y sus hijos son psicológicamente sanos y están tan bien adaptados como los niños criados por padres heterosexuales. Se hace hincapié en que las habilidades de las personas gais y lesbianas en en su desempeño como padres y los resultados positivos para sus hijos no son áreas donde los investigadores científicos creíbles estén en desacuerdo. Algunas declaraciones de las principales asociaciones de expertos en este campo reflejan el consenso profesional según el cual los niños criados por lesbianas o padres gais no difieren en aspectos importantes de los criados por padres heterosexuales. No hay ninguna investigación empírica creíble que sugiera lo contrario. Permitir a las parejas del mismo sexo que se casen legalmente no tendrá ningún efecto perjudicial sobre los niños criados en hogares heterosexuales, sino que beneficiará a los niños que son criados por parejas del mismo sexo

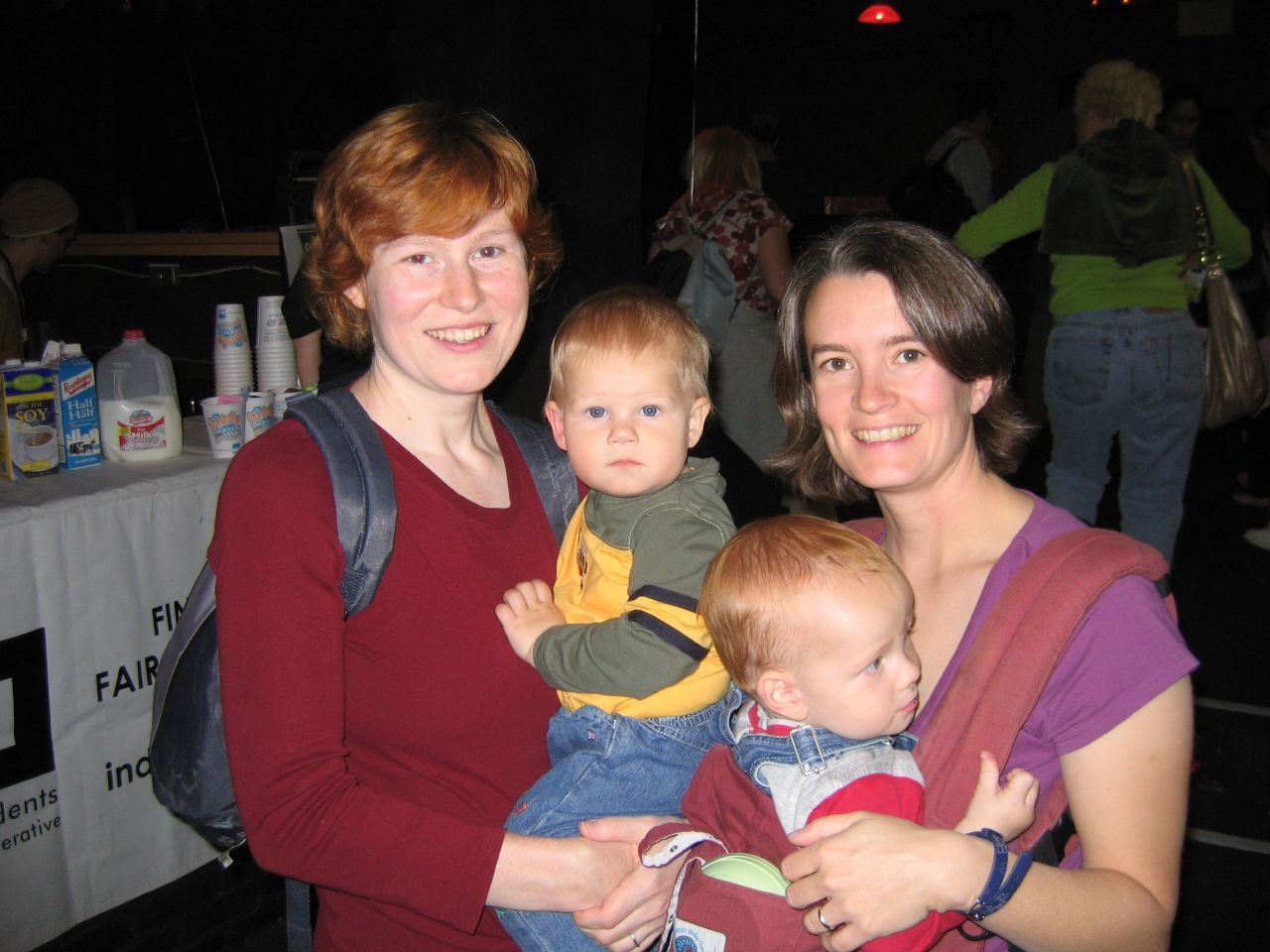
Dos madres lesbianas con sus dos hijos en un evento LGBT

La Academia Estadounidense de Pediatras afirmó en la Revista Pediatrics en 2006:

Existen numerosas pruebas que demuestran que a los niños criados por padres del mismo sexo les fue tan bien como a los criados por padres heterosexuales. Más de 25 años de investigación han documentado que no existe una relación entre la orientación sexual de los padres y cualquier medida emocional, psicosocial y de ajuste del comportamiento de un niño. Estos datos han demostrado que no hay ningún riesgo para los niños en crecer en una familia con uno o más padres gay. Adultos concientes y cuidadosos, sin importar si son hombres o mujeres, heterosexuales u homosexuales pueden ser excelentes padres. Los derechos, beneficios y protecciones del matrimonio civil pueden reforzar aún más estas familias.

Gregory M. Herek escribió en The American Psychologist en 2006

A pesar de la considerable variación en la calidad de muestras, en el diseño de la investigación, en los métodos de medición y en las técnicas de análisis de datos, los resultados hasta la fecha han sido bastante consistentes. La investigación empírica hasta la fecha no ha logrado encontrar vínculos entre el bienestar de los niños y la orientación sexual de sus padres. Si los padres gais, lesbianas o bisexuales fueran inherentemente menos capaces que los padres heterosexuales, sus hijos evidenciarían problemas independientemente del tipo de muestra. Este patrón claramente no se ha observado. Dado los consistentes fracasos en esta literatura de investigación, considerando la carga de la prueba empírica, la hipótesis de aquellos que argumentan que los hijos de los padres de minorías sexuales están en peores condiciones que los hijos de padres heterosexuales, es nula.

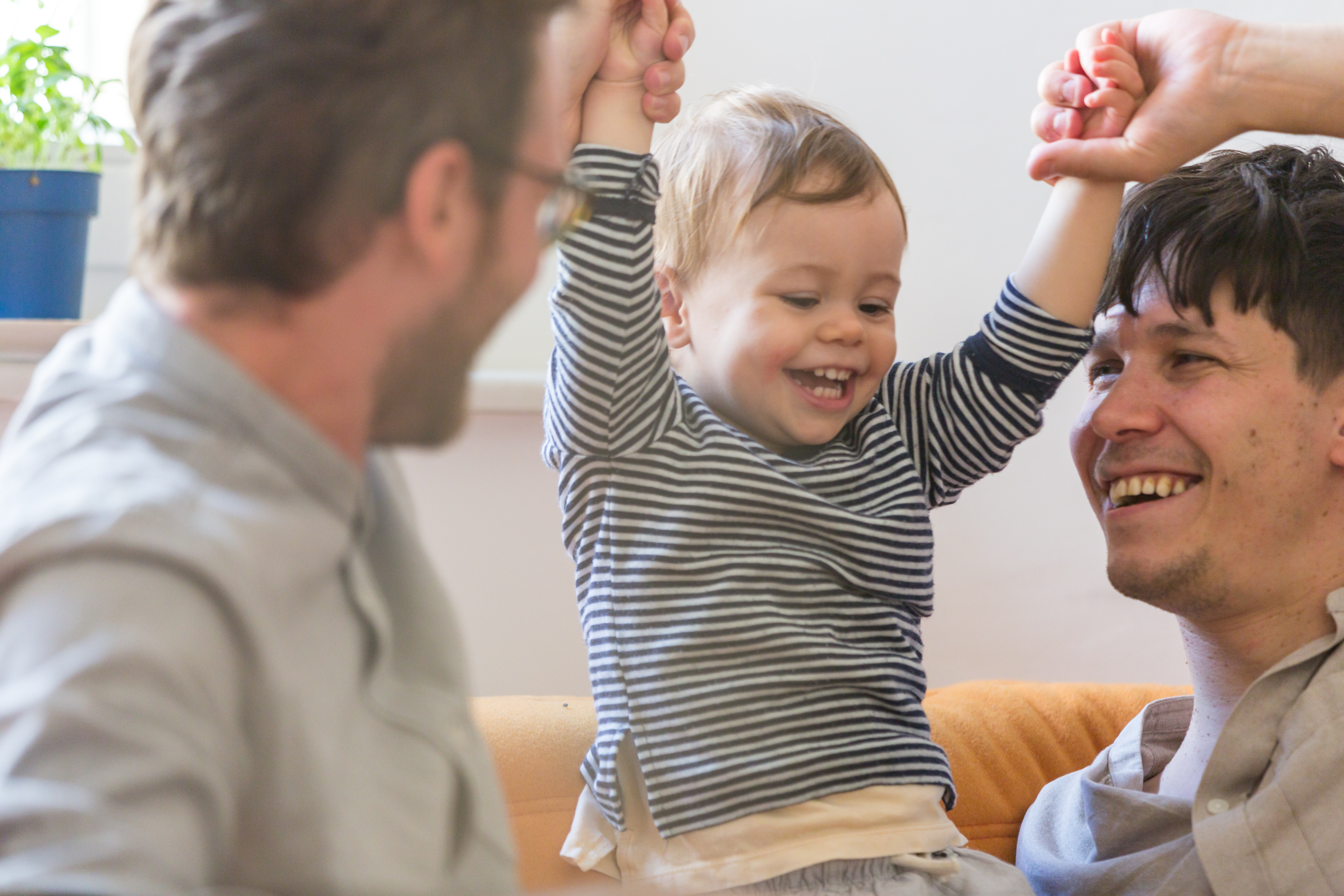
Pareja de dos hombres gays con su hijo

La Asociación Psicológica Canadiense afirmó en 2004 y 2006:

La creencia de que los adultos gais y lesbianas no son buenos padres, o que el desarrollo psicológico de los niños de padres gais o lesbianas está comprometido, no tiene bases en la ciencia. Nuestra posición se basa en una revisión que representa aproximadamente 50 estudios empíricos y por lo menos otros 50 artículos y capítulos de libros. De acuerdo con extensa revisión de Herek a la literatura en 2006, la investigación en la que los opositores al matrimonio de parejas del mismo sexo se basan, observa el funcionamiento de los niños en familias intactas con padres heterosexuales en comparación con los niños criados por un solo padre después del divorcio o la muerte de un cónyuge. No incluyen estudios que comparen el comportamiento de los niños criados por parejas heterosexuales con el comportamiento de los niños criados por parejas del mismo sexo. En este grupo de estudios, las diferencias observadas son atribuibles más precisamente a los efectos de la muerte de uno de los padres o al divorcio, y/o a los efectos de vivir con un solo padre, en lugar de a la orientación sexual de ellos. Estos estudios no nos dicen que los hijos de padres del mismo sexo en una relación intacta, tienen desventajas comparados con los hijos de padres de sexos opuestos en una relación intacta. Una revisión de la investigación psicológica en el bienestar de los niños criados por personas del mismo sexo y los padres de sexo opuesto sigue indicando que no hay diferencias considerables en cuanto a su salud mental o a su adaptación social y que las madres lesbianas y padres gais no son menos aptos como padres que sus contrapartes heterosexuales. La APC reconoce y aprecia que las personas y las instituciones tengan derecho a dar sus opiniones y posiciones sobre esta cuestión. Sin embargo, a la APC le preocupa que algunos estén mal interpretando los resultados de la investigación psicológica para apoyar sus posiciones, cuando sus posiciones están más bien basadas en sistemas de creencias o valores.

NARTH y el American College of Pediatricians (que no ha de confundirse con la American Academy of Pediatrics) sostienen que la crianza de hijos por parte de familias homoparentales puede tener efectos nocivos en los niños. La American Psychological Association, por su parte, considera que las posiciones de la NARTH no son de carácter científico y la Canadian Psychological Association ha expresado su preocupación sobre dichas publicaciones dado que "algunos están mal interpretando de los resultados de la investigación psicológica para apoyar sus posiciones, basadas en sus propios sistemas de creencias o valores".

### Psicoanálisis
Según la doctora Leticia Fiorini:

Las transformaciones de las familias actuales, la caída del pater familias, la deconstrucción de la maternidad, así como el auge de las nuevas técnicas reproductivas, al poner en cuestión que la unión hombre-mujer sea un elemento esencial para la procreación, desafían el concepto de parentalidad tradicional.

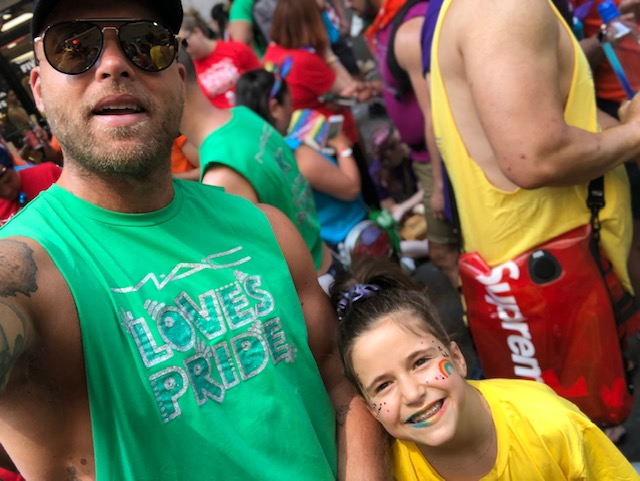
Un padre gay con su propia hija

El doctor Pablo Roberto Ceccarelli considera que los cambios en las formas de paternidad y de crianza de los hijos, incluyendo la homoparentalidad, no son en su esencia un fenómeno completamente nuevo sino que son «reorganizaciones  colectivas». Así como en el siglo XX  se pronosticaban problemas psíquicos terribles para los hijos de padres separados, ahora se los pronostica para los hijos de matrimonios del mismo sexo. Sin embargo,  está demostrado que los hijos de familias de padres divorciados ahora no sólo están bien sino que, incluso en algunos casos, mejor que aquellos cuyos padres no se divorciaron:

Si tomamos a la familia tradicional, basada en el «poder paterno», como referencia de normalidad y portadora de las condiciones ideales de la organización psíquica, cualquier forma de paternidad que escape a ese modelo traería consigo perturbaciones psicosexuales.
Sin embargo, no fue necesario esperar al psicoanálisis para saber lo lejos que está la familia tradicional de ser un modelo ideal. La práctica clínica es el mejor testigo de las fallas y equivocaciones en las relaciones familiares.

Según la doctora Rosa Jaitin:

No es más cierto que la madre sea irremplazable. Vemos que el padre u otros personajes maternales también pueden ser adecuados. La evidencia de la maternidad no se opone más opuesta a la incertidumbre de la paternidad. Ésta puede probarse por el ADN mientras que la maternidad hoy puede ser clivada entre tres personas o funciones (genética, gestativa o educativa).

No pocos psicoanalistas coinciden en que este tipo de clivajes no da como resultado necesario niños con problemas psicopatológicos. Los problemas que aparecen están frecuentemente en relación más con malos funcionamientos de la pareja que con problemas filiativos.

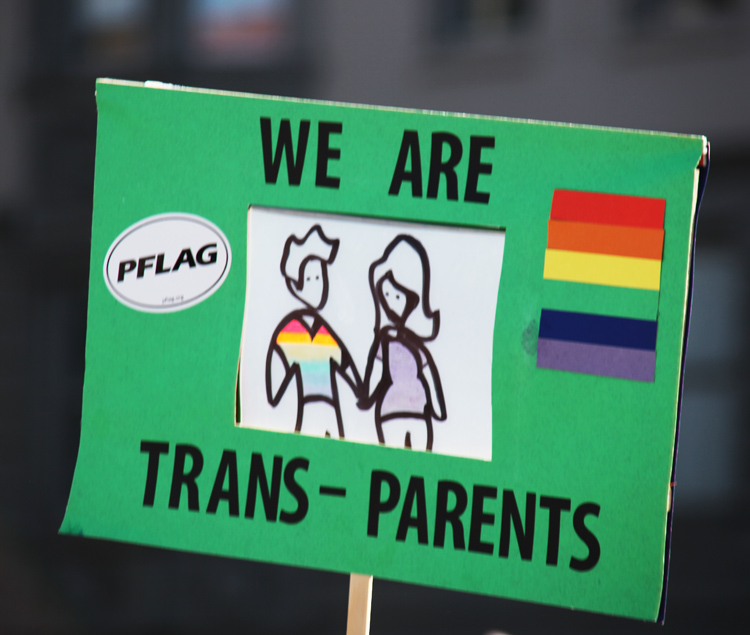
Familias integradas por padres trans se manifiestan en la marcha del orgullo gay de Washington D.C.